# Burg Reifenstein
Burg Reifenstein (italienisch Castel Tasso) liegt auf einem felsigen Burghügel im Wipptal in der Gemeinde Freienfeld bei Sterzing in Südtirol. Auf der gegenüberliegenden Talseite befindet sich Schloss Sprechenstein.

## Geschichte

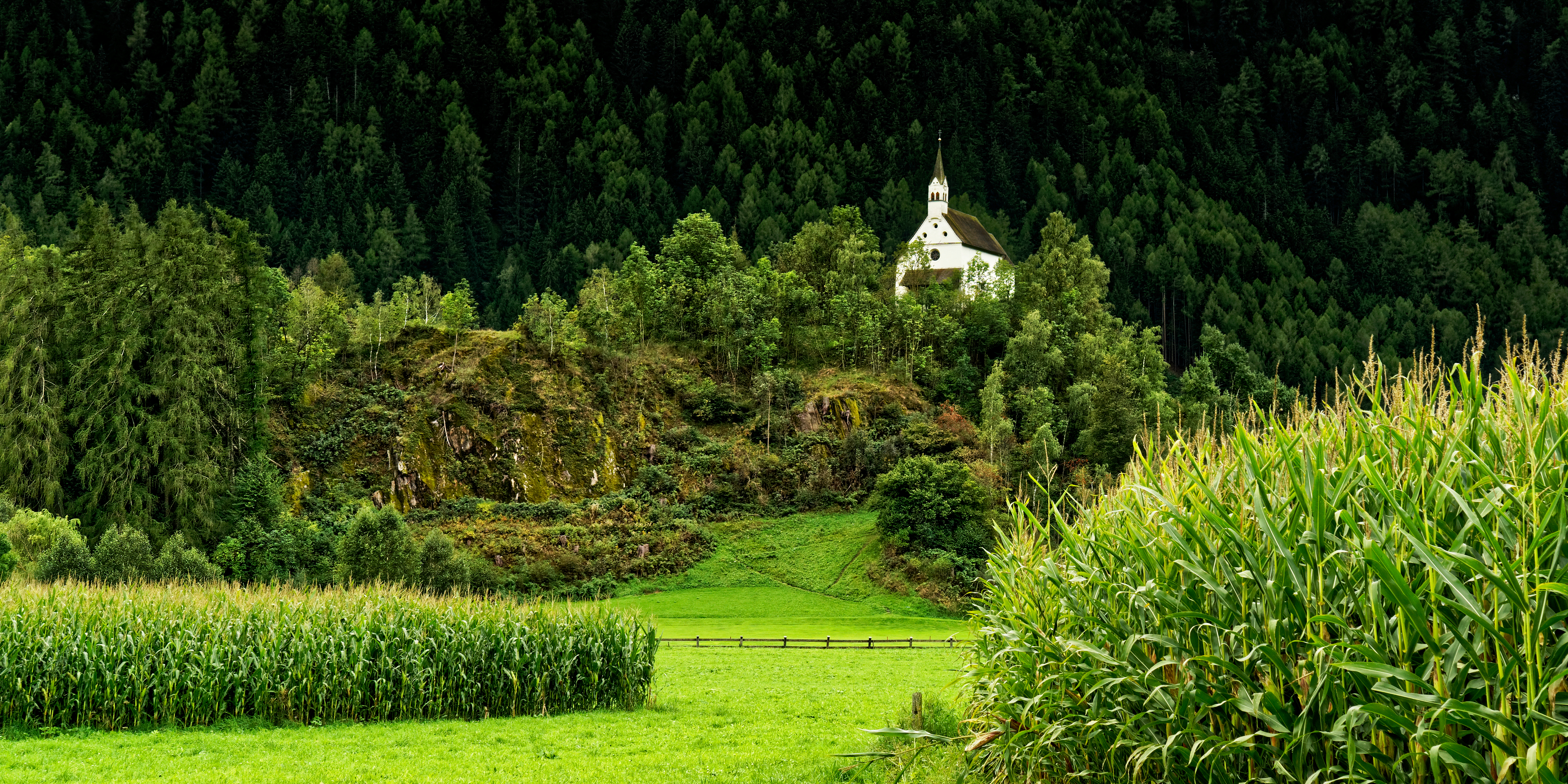
St.-Zeno-Kapelle auf dem Burghügel

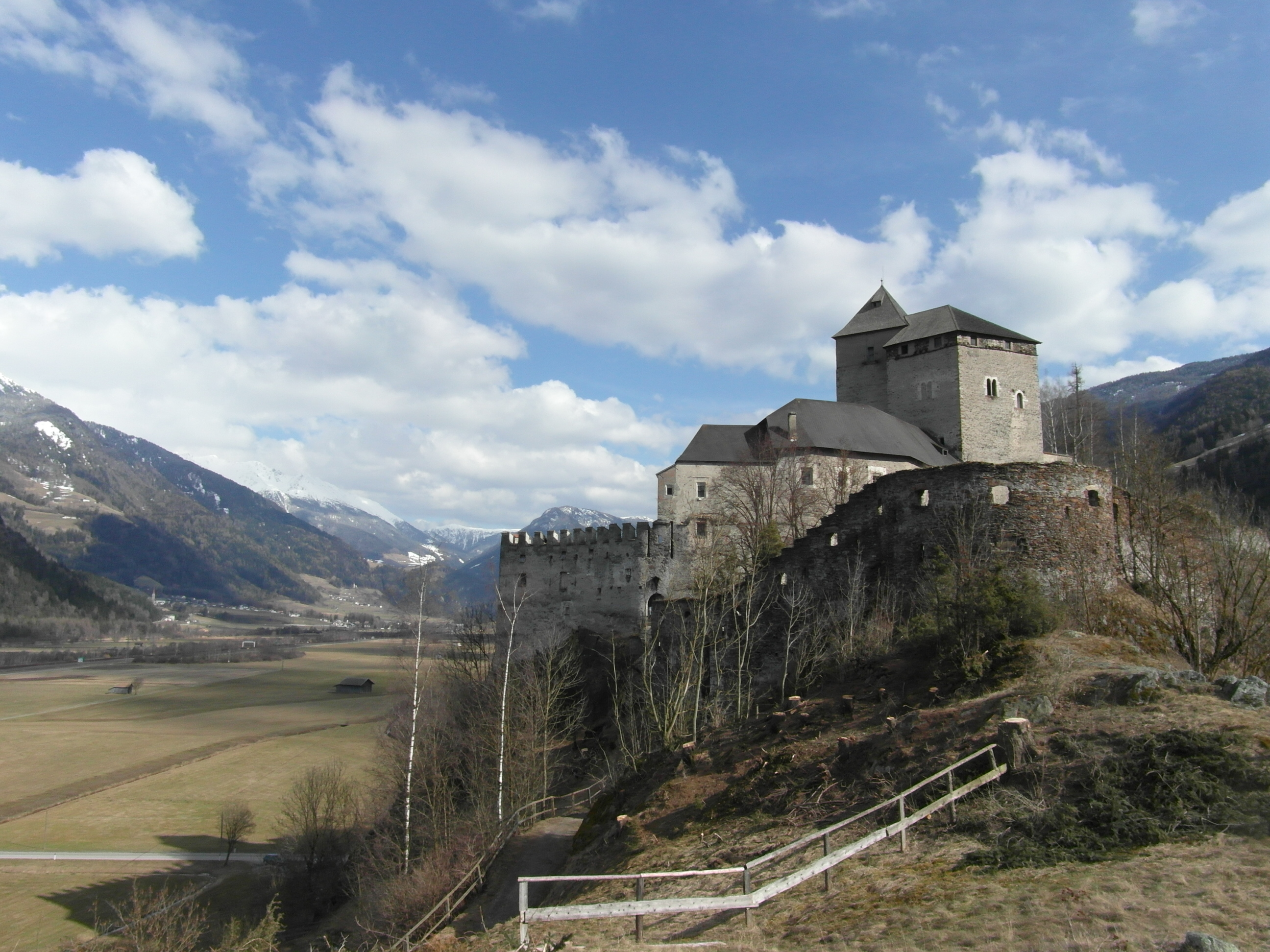
Burg Reifenstein und das Wipptal von Norden

Ab 1110 war die Burg den Brixner Ministerialen von Stilfes-Reifenstein-Welsberg zu Lehen gegeben. Mit deren Aussterben 1189/90 wurde die Burg von den Trautson übernommen. 1470 verkaufte Herzog Sigmund von Österreich-Tirol das Lehen an den Deutschen Ritterorden. Bis zur Auflösung des Ordens 1813 verblieb die Burg im Ordensbesitz und wurde weiter ausgebaut und militärisch verstärkt. Reifenstein wurde in seiner Geschichte niemals erobert und zerstört und gilt deshalb heute als besterhaltene Burganlage Südtirols.
1813 erhielt die gräfliche Innsbrucker Linie des Hauses Thurn und Taxis, die von 1729 bis 1868 auf Schloss Neuhaus an der Donau ansässig war und bis 1769 die Tiroler Post betrieb, die Burg Reifenstein vom Königreich Bayern als Abfindung für das Postregal, das sie in einigen Landesteilen besaß; die Burg befindet sich bis heute in ihrem Besitz.

## Anlage
1110 begann der erste Bau einer Burg. Ein mächtiger viereckiger Turm wurde mit einer Ringmauer umgeben. Die Vorburg bewacht den Zugang zum Haupthof. Das Tor ist mit einem Fallgitter gesichert. Mit dem Erscheinen der großen Schlösser zu Beginn des 16. Jahrhunderts veränderte sich auch das Aussehen der Burgen. Statt des Donjon als Wohn- und Kampfturm wurde jetzt rund um dieses Gemäuer ein Palas angelegt. Dank der Berglage war die Errichtung einer Motte unnötig.
Im Palas befinden sich unter anderem mittelalterliche, hölzerne Schlafverschläge, eine Badestube, die Burgküche, eine Stube mit spätgotischem Getäfel sowie der sogenannte Grüne Saal mit spätgotischen Ranken-Wandmalereien und einem geschnitzten Kapellengitter.
Ebenso auf dem Burghügel befindet sich das Kirchlein St. Zeno, unterhalb der 1996 bajuwarische Baumsärge aus dem 4.–8. Jahrhundert n. Chr. gefunden wurden.